# Дрэджеску, Мариана
Мария Ана Аурелия (Мариана) Дрэджеску (рум. Marie Ana Aurelia (Mariana) Drăgescu; 7 сентября 1912, Крайова — 24 марта 2013, Бухарест) — румынская лётчица времён Второй мировой войны, военнослужащая Белой эскадрильи — подразделения, отвечавшего за перевозку раненых. Была до последнего времени последней находившейся в живых лётчицей этой эскадрильи. Хотя во многих странах пилотами могли быть и женщины, только Румыния разрешала своим лётчицам выполнять задания, связанные с доставкой раненых.
Мариана стала пилотом в возрасте 23 лет, что для тех времён было удивительным достижением. В эскадрилью она вступила в 1938 году незадолго до войны вместе с четырьмя подругами: Вирджинией Дуцеску, Надей Руссо, Мариной Стирбей и Ириной Бурная. Участвовала в операциях румынских войск под Одессой и Сталинградом, в 1944-1945 годах уже в составе союзной армии на стороне Антигитлеровской коалиции воевала в составе связующего звена. В послевоенные годы после прихода к власти Коммунистической партии была предана забвению по причине сотрудничества с гитлеровцами, однако после свержения режима Чаушеску снова привлекла к себе внимание.
Скончалась 24 марта 2013 в возрасте 100 лет.